# Europsko prvenstvo u rukometu za žene – Hrvatska i Mađarska 2014.
Europsko prvenstvo u rukometu za žene 2014. održalo se od 7. do 21. prosinca 2014. u Hrvatskoj i Mađarskoj. Za domaćinstvo se natjecala i Turska, dok su još prije od domaćinstva odustale Slovačka, Island i Švedska.

## Gradovi domaćini
- Osijek
- Zagreb
- Varaždin
- Budimpešta
- Debrecen
- Gyor[3]

## Ždrijeb
Ždrijeb je održan 19. lipnja 2014. u Zagrebu u 13:00 sati po lokalnom vremenu.
| Prvi šešir                                  | Drugi šešir                                  | Treći šešir                              | Četvrti šešir                                |
| ------------------------------------------- | -------------------------------------------- | ---------------------------------------- | -------------------------------------------- |
| - Crna Gora - Norveška - Mađarska - Švedska | - Danska - Njemačka - Francuska - Španjolska | - Hrvatska - Srbija - Rusija - Rumunjska | - Ukrajina - Poljska - Slovačka - Nizozemska |

## Suci
Na prvenstvu je sudilo 12 sudačkih parova
| Sudački parovi | Sudački parovi                          |
| -------------- | --------------------------------------- |
| Hrvatska       | Dalibor Jurinović Marko Mrvica          |
| Češka          | Jiří Opava Pavel Válek                  |
| Danska         | Dennis Stenrand Anders Birch            |
| Francuska      | Charlotte Bonaventura Julie Bonaventura |
| Njemačka       | Robert Schulze Tobias Tönnies           |
| Mađarska       | Péter Horvárth Balázs Márton            |

| Sudački parovi | Sudački parovi                       |
| -------------- | ------------------------------------ |
| Norveška       | Kjersti Arntsen Guro Røen            |
| Rumunjska      | Diana-Carmen Florescu Anamaria Stoia |
| Rusija         | Evgenij Zotin Nikolaj Volodkov       |
| Slovačka       | Peter Brunovský Vladimír Čanda       |
| Španjolska     | Andreu Marín Ignacio García          |
| Turska         | Kürşad Erdoğan İbrahim Özdeniz       |

## Natjecanje po skupinama (prvi krug)

### Skupina A
|  | Plasman u drugi krug |
|  | Eliminiran           |

|    | Reprezentacija | Ut. | Pob. | N | Por. | Golovi | Raz. | Bod. |
| -- | -------------- | --- | ---- | - | ---- | ------ | ---- | ---- |
| 1. | Španjolska     | 3   | 3    | 0 | 0    | 81:72  | +9   | 6    |
| 2. | Mađarska       | 3   | 1    | 1 | 1    | 84:79  | +5   | 3    |
| 3. | Poljska        | 3   | 1    | 0 | 2    | 74:84  | -10  | 2    |
| 4. | Rusija         | 3   | 0    | 1 | 2    | 79:83  | –4   | 1    |

| 7. prosinca 2014.  | |                               |                   |                                   |
| 18:00              | Gledatelji: 3.500 Izvještaj Arhivirana inačica izvorne stranice od 11. prosinca 2014. (Wayback Machine) | Španjolska Martín (9)         | 29 : 22 (16 : 13) | Poljska Kudłacz (7)               |
| 20:30              | Gledatelji: 4.800 Izvještaj Arhivirana inačica izvorne stranice od 13. prosinca 2014. (Wayback Machine) | Mađarska Triscsuk (6)         | 29 : 29 (14 : 15) | Rusija Dmitrijewa (7 )            |
| 9. prosinca 2014.  | |                               |                   |                                   |
| 18:15              | Gledatelji: 2.500 Izvještaj Arhivirana inačica izvorne stranice od 14. prosinca 2014. (Wayback Machine) | Rusija Kusnezowa, Sen (5)     | 24 : 25 (14 : 13) | Španjolska Martín Berenguer (9)   |
| 20:30              | Gledatelji: 3.000 Izvještaj Arhivirana inačica izvorne stranice od 14. prosinca 2014. (Wayback Machine) | Poljska Kudłacz (7)           | 23 : 29 (7 : 14)  | Mađarska Mayer, Tomori (6)        |
| 11. prosinca 2014. | |                               |                   |                                   |
| 18:15              | Gledatelji: 4.100 Izvještaj Arhivirana inačica izvorne stranice od 14. prosinca 2014. (Wayback Machine) | Rusija Blisnowa, Punko (7)    | 26 : 29 (11 : 13) | Poljska Kudłacz (9)               |
| 20:30              | Gledatelji: 4.800 Izvještaj Arhivirana inačica izvorne stranice od 14. prosinca 2014. (Wayback Machine) | Mađarska Triscsuk, Tomori (6) | 26 : 27 (13 : 13) | Španjolska Martín Berenguer (10 ) |

### Skupina B
|    | Reprezentacija | Ut. | Pob. | N | Por. | Golovi | Raz. | Bod. |
| -- | -------------- | --- | ---- | - | ---- | ------ | ---- | ---- |
| 1. | Norveška       | 3   | 3    | 0 | 0    | 88:63  | +25  | 6    |
| 2. | Danska         | 3   | 1    | 1 | 1    | 82:79  | +3   | 3    |
| 3. | Rumunjska      | 3   | 1    | 1 | 1    | 71:78  | –7   | 3    |
| 4. | Ukrajina       | 3   | 0    | 0 | 3    | 68:89  | -21  | 0    |

| 7. prosinca 2014.  | |                               |                   |                               |
| 18:15              | Gledatelji: 2.000 Izvještaj Arhivirana inačica izvorne stranice od 11. prosinca 2014. (Wayback Machine) | Norveška Oftedal (5)          | 27 : 19 (16 : 7)  | Rumunjska Neagu (7)           |
| 20:30              | Gledatelji: 1.500 Izvještaj Arhivirana inačica izvorne stranice od 14. prosinca 2014. (Wayback Machine) | Danska Nørgaard (8)           | 32 : 23 (14 : 11) | Ukrajina Borschtschenko (7)   |
| 9. prosinca 2014.  | |                               |                   |                               |
| 18:15              | Gledatelji: 1.500 Izvještaj Arhivirana inačica izvorne stranice od 14. prosinca 2014. (Wayback Machine) | Rumunjska Neagu, Țăcălie (10) | 29 : 29 (16 : 12) | Danska Fisker (8)             |
| 20:30              | Gledatelji: 1.500 Izvještaj Arhivirana inačica izvorne stranice od 14. prosinca 2014. (Wayback Machine) | Ukrajina Hlibko (7)           | 23 : 34 (13 : 17) | Norveška Mørk, Solberg (6)    |
| 11. prosinca 2014. | |                               |                   |                               |
| 18:15              | Gledatelji: 2.200 Izvještaj Arhivirana inačica izvorne stranice od 14. prosinca 2014. (Wayback Machine) | Rumunjska Neagu (8)           | 23 : 22 (12 : 9)  | Ukrajina Borschtschenko (10)  |
| 20:30              | Gledatelji: 2.000 Izvještaj Arhivirana inačica izvorne stranice od 14. prosinca 2014. (Wayback Machine) | Norveška Løke (7)             | 27 : 21 (12 : 13) | Danska Nørgaard, Burgaard (4) |

### Skupina C (Varaždin)
|    | Reprezentacija | Ut. | Pob. | N | Por. | Golovi | Raz. | Bod. |
| -- | -------------- | --- | ---- | - | ---- | ------ | ---- | ---- |
| 1. | Švedska        | 3   | 2    | 1 | 0    | 99:90  | +9   | 5    |
| 2. | Nizozemska     | 3   | 1    | 1 | 1    | 86:87  | -1   | 3    |
| 3. | Njemačka       | 3   | 1    | 0 | 2    | 84:92  | -8   | 2    |
| 4. | Hrvatska       | 3   | 1    | 0 | 2    | 83:83  | 0    | 2    |

| 8. prosinca 2014.  | |                                    |                   |                                 |
| 18:00              | Gledatelji: 2.000 Izvještaj Arhivirana inačica izvorne stranice od 14. prosinca 2014. (Wayback Machine) | Njemačka Naidzinavicius, Huber (6) | 26 : 29 (11 : 12) | Nizozemska Polman (7)           |
| 20:15              | Gledatelji: 3.400 Izvještaj Arhivirana inačica izvorne stranice od 14. prosinca 2014. (Wayback Machine) | Švedska Gulldén (7)                | 30 : 28 (17 : 17) | Hrvatska Zebić, Penezić (6)     |
| 10. prosinca 2014. | |                                    |                   |                                 |
| 18:00              | Gledatelji: 1.500 Izvještaj Arhivirana inačica izvorne stranice od 14. prosinca 2014. (Wayback Machine) | Nizozemska Polman (10)             | 30 : 30 (14 : 14) | Švedska Odén (7)                |
| 20:15              | Gledatelji: 3.000 Izvještaj Arhivirana inačica izvorne stranice od 17. veljače 2021. (Wayback Machine)  | Hrvatska Penezić (13 Tore)         | 24 : 26 (14 : 13) | Njemačka Müller, Minevskaja (5) |
| 12. prosinca 2014. | |                                    |                   |                                 |
| 18:00              | Gledatelji: 1.300 Izvještaj Arhivirana inačica izvorne stranice od 17. veljače 2021. (Wayback Machine)  | Švedska Gulldén (10)               | 39:32 (23:17)     | Njemačka Nadgornaja (9)         |
| 20:15              | Gledatelji: 3.000 Izvještaj Arhivirana inačica izvorne stranice od 17. veljače 2021. (Wayback Machine)  | Hrvatska Penezić (11)              | 31:27 (17:15)     | Nizozemska van der Heijden (5)  |

### Skupina D (Osijek)
|    | Reprezentacija | Ut. | Pob. | N | Por. | Golovi | Raz. | Bod. |
| -- | -------------- | --- | ---- | - | ---- | ------ | ---- | ---- |
| 1. | Francuska      | 3   | 3    | 0 | 0    | 72:54  | +18  | 6    |
| 2. | Crna Gora      | 3   | 2    | 0 | 1    | 70:67  | +3   | 4    |
| 3. | Slovačka       | 3   | 1    | 0 | 2    | 65:70  | −5   | 2    |
| 4. | Srbija         | 3   | 0    | 0 | 3    | 56:72  | −16  | 0    |

| 8. prosinca 2014.  | |                                            |                   |                                  |
| 18:00              | Gledatelji: 1.300 Izvještaj Arhivirana inačica izvorne stranice od 14. prosinca 2014. (Wayback Machine) | Francuska Dembélé (6 )                     | 21 : 18 (7 : 9)   | Slovačka Školková, Trehubová (4) |
| 20:15              | Gledatelji: 2.200 Izvještaj Arhivirana inačica izvorne stranice od 14. prosinca 2014. (Wayback Machine) | Crna Gora Bulatović, Knežević, Lazović (5) | 22 : 19 (10 : 8)  | Srbija Lekić (6)                 |
| 10. prosinca 2014. | |                                            |                   |                                  |
| 18:00              | Gledatelji: 1.400 Izvještaj Arhivirana inačica izvorne stranice od 14. prosinca 2014. (Wayback Machine) | Srbija Rajović, Stoiljković (4)            | 16 : 27 (3 : 11)  | Francuska Lacrabère (6)          |
| 20:15              | Gledatelji: 1.900 Izvještaj Arhivirana inačica izvorne stranice od 5. ožujka 2016. (Wayback Machine)    | Slovačka Dubajová (5)                      | 24 : 28 (10 : 20) | Crna Gora Radičević (6)          |
| 12. prosinca 2014. | |                                            |                   |                                  |
| 18:00              | Gledatelji: 2.000 Izvještaj Arhivirana inačica izvorne stranice od 17. veljače 2021. (Wayback Machine)  | Crna Gora Knežević (6)                     | 20:24 (12:12)     | Francuska Pineau (8)             |
| 20:15              | Gledatelji: 2.600 Izvještaj Arhivirana inačica izvorne stranice od 17. veljače 2021. (Wayback Machine)  | Srbija Cvijić (6)                          | 21:23 (11:6)      | Slovačka Jakubisová (8)          |

## Natjecanje po skupinama (drugi krug)

### Skupina E
|  | Plasman u poluzavršnicu |
|  | Za 5. mjesto            |
|  | Eliminiran              |

|    | Reprezentacija | Ut. | Pob. | N | Por. | Golovi  | Raz. | Bod. |
| -- | -------------- | --- | ---- | - | ---- | ------- | ---- | ---- |
| 1. | Norveška       | 5   | 4    | 0 | 1    | 134:119 | +15  | 8    |
| 2. | Španjolska     | 5   | 3    | 0 | 2    | 131:121 | +10  | 6    |
| 3. | Mađarska       | 5   | 3    | 0 | 2    | 124:117 | +7   | 6    |
| 4. | Danska         | 5   | 2    | 1 | 2    | 123:124 | -1   | 5    |
| 5. | Rumunjska      | 5   | 2    | 1 | 2    | 113:115 | −2   | 5    |
| 6. | Poljska        | 5   | 0    | 0 | 5    | 107:136 | −29  | 0    |

| 13. prosinca 2014. 16:00 | Poljska    | 19:28     | Danska   | Főnix Hall, Debrecen Gledatelji: 2 500 Suci: Erdoğan, Özdeniz |
| 13. prosinca 2014. 16:00 | Siódmiak 5 | (9:9)     | Fisker 6 | Főnix Hall, Debrecen Gledatelji: 2 500 Suci: Erdoğan, Özdeniz |
| 13. prosinca 2014. 16:00 | 1× 3×      | Izvještaj | 2× 3×    | Főnix Hall, Debrecen Gledatelji: 2 500 Suci: Erdoğan, Özdeniz |

| 13. prosinca 2014. 18:15 | Španjolska | 26:29     | Norveška     | Főnix Hall, Debrecen Gledatelji: 4 000 Suci: Jurinović, Mrvica |
| 13. prosinca 2014. 18:15 | Pena 7     | (16:16)   | Riegelhuth 7 | Főnix Hall, Debrecen Gledatelji: 4 000 Suci: Jurinović, Mrvica |
| 13. prosinca 2014. 18:15 | 2×         | Izvještaj | 2× 3×        | Főnix Hall, Debrecen Gledatelji: 4 000 Suci: Jurinović, Mrvica |

| 13. prosinca 2014. 20:30 | Mađarska                | 20:19     | Rumunjska | Főnix Hall, Debrecen Gledatelji: 5 370 Suci: Zotin, Volodkov |
| 13. prosinca 2014. 20:30 | Szucsánszki, Triscsuk 4 | (10:8)    | Neagu 8   | Főnix Hall, Debrecen Gledatelji: 5 370 Suci: Zotin, Volodkov |
| 13. prosinca 2014. 20:30 | 3×                      | Izvještaj | 6× 4×     | Főnix Hall, Debrecen Gledatelji: 5 370 Suci: Zotin, Volodkov |

| 15. prosinca 2014. 16:00 | Španjolska | 20:22     | Rumunjska | Főnix Hall, Debrecen Gledatelji: 1 500 Suci: Brunovský, Čanda |
| 15. prosinca 2014. 16:00 | Pinedo 5   | (14:9)    | Neagu 7   | Főnix Hall, Debrecen Gledatelji: 1 500 Suci: Brunovský, Čanda |
| 15. prosinca 2014. 16:00 | 4× 1×      | Izvještaj | 4× 3×     | Főnix Hall, Debrecen Gledatelji: 1 500 Suci: Brunovský, Čanda |

| 15. prosinca 2014. 18:15 | Poljska  | 24:26     | Norveška | Főnix Hall, Debrecen Gledatelji: 2 500 Suci: Schulze, Tönnies |
| 15. prosinca 2014. 18:15 | Drabik 5 | (15:11)   | Mørk 11  | Főnix Hall, Debrecen Gledatelji: 2 500 Suci: Schulze, Tönnies |
| 15. prosinca 2014. 18:15 | 4× 3×    | Izvještaj | 4× 2×    | Főnix Hall, Debrecen Gledatelji: 2 500 Suci: Schulze, Tönnies |

| 15. prosinca 2014. 20:30 | Mađarska       | 20:23     | Danska      | Főnix Hall, Debrecen Gledatelji: 5 000 Suci: Bonaventura, Bonaventura |
| 15. prosinca 2014. 20:30 | Tomori, Tóth 5 | (9:11)    | Jørgensen 6 | Főnix Hall, Debrecen Gledatelji: 5 000 Suci: Bonaventura, Bonaventura |
| 15. prosinca 2014. 20:30 | 1× 3×          | Izvještaj | 2×          | Főnix Hall, Debrecen Gledatelji: 5 000 Suci: Bonaventura, Bonaventura |

| 17. prosinca 2014. 16:00 | Poljska                                          | 19:24     | Rumunjska | Főnix Hall, Debrecen Gledatelji: 1 200 Suci: Kürşad Erdoğan, İbrahim Özdeniz |
| 17. prosinca 2014. 16:00 | Siódmiak, Kocela, Kudłacz, Kulwińska, Byzdra (3) | (9:11)    | Neagu (9) | Főnix Hall, Debrecen Gledatelji: 1 200 Suci: Kürşad Erdoğan, İbrahim Özdeniz |
| 17. prosinca 2014. 16:00 | 2× 4×                                            | Izvještaj | 3×        | Főnix Hall, Debrecen Gledatelji: 1 200 Suci: Kürşad Erdoğan, İbrahim Özdeniz |

| 17. prosinca 2014. 18:15 | Španjolska | 29:22     | Danska         | Főnix Hall, Debrecen Gledatelji: 3000 Suci: Nikolai Wolodkow, Jewgeni Sotin |
| 17. prosinca 2014. 18:15 | Cabral (6) | (15:12)   | Jørgensen (7 ) | Főnix Hall, Debrecen Gledatelji: 3000 Suci: Nikolai Wolodkow, Jewgeni Sotin |
| 17. prosinca 2014. 18:15 | 1× 3×      | Izvještaj | 4× 3×          | Főnix Hall, Debrecen Gledatelji: 3000 Suci: Nikolai Wolodkow, Jewgeni Sotin |

| 17. prosinca 2014. 20:30 | Mađarska   | 29:25     | Norveška | Főnix Hall, Debrecen Gledatelji: 4800 Suci: Dalibor Jurinović, Marko Mrvica |
| 17. prosinca 2014. 20:30 | Bulath (6) | (15:11)   | Løke (6) | Főnix Hall, Debrecen Gledatelji: 4800 Suci: Dalibor Jurinović, Marko Mrvica |
| 17. prosinca 2014. 20:30 | 5× 3×      | Izvještaj | 2×       | Főnix Hall, Debrecen Gledatelji: 4800 Suci: Dalibor Jurinović, Marko Mrvica |

### Skupina F
|    | Reprezentacija | Ut. | Pob. | N | Por. | Golovi  | Raz. | Bod. |
| -- | -------------- | --- | ---- | - | ---- | ------- | ---- | ---- |
| 1. | Crna Gora      | 5   | 4    | 0 | 1    | 136:124 | +12  | 8    |
| 2. | Švedska        | 5   | 3    | 1 | 1    | 158:140 | +18  | 7    |
| 3. | Francuska      | 5   | 3    | 1 | 1    | 115:109 | +6   | 7    |
| 4. | Nizozemska     | 5   | 2    | 1 | 2    | 134:127 | +7   | 5    |
| 5. | Njemačka       | 5   | 1    | 1 | 3    | 138:141 | −3   | 3    |
| 6. | Slovačka       | 5   | 0    | 0 | 5    | 106:146 | −40  | 0    |

| 14. prosinca 2014. 15:45 | Njemačka | 20:27     | Crna Gora  | Arena Zagreb, Zagreb Gledatelji: 1 200 Suci: Opava, Válek |
| 14. prosinca 2014. 15:45 | Zapf 6   | (10:12)   | Knežević 8 | Arena Zagreb, Zagreb Gledatelji: 1 200 Suci: Opava, Válek |
| 14. prosinca 2014. 15:45 | 5× 2×    | Izvještaj | 4× 3×      | Arena Zagreb, Zagreb Gledatelji: 1 200 Suci: Opava, Válek |

| 14. prosinca 2014. 18:00 | Švedska  | 29:26     | Francuska    | Arena Zagreb, Zagreb Gledatelji: 1 500 Suci: Marín, García |
| 14. prosinca 2014. 18:00 | Hagman 7 | (12:14)   | Lacrabère 10 | Arena Zagreb, Zagreb Gledatelji: 1 500 Suci: Marín, García |
| 14. prosinca 2014. 18:00 | 4× 3×    | Izvještaj | 4× 2×        | Arena Zagreb, Zagreb Gledatelji: 1 500 Suci: Marín, García |

| 14. prosinca 2014. 20:15 | Nizozemska | 30:20     | Slovačka   | Arena Zagreb, Zagreb Gledatelji: 1 200 Suci: Arntsen, Røen |
| 14. prosinca 2014. 20:15 | Polman 7   | (17:10)   | Školková 6 | Arena Zagreb, Zagreb Gledatelji: 1 200 Suci: Arntsen, Røen |
| 14. prosinca 2014. 20:15 | 3× 2×      | Izvještaj | 1× 3×      | Arena Zagreb, Zagreb Gledatelji: 1 200 Suci: Arntsen, Røen |

| 16. prosinca 2014. 15:45 | Nizozemska | 27:31     | Crna Gora       | Arena Zagreb, Zagreb Gledatelji: 1 500 Suci: Florescu, Stoia |
| 16. prosinca 2014. 15:45 | Polman 8   | (13:15)   | K. Bulatović 10 | Arena Zagreb, Zagreb Gledatelji: 1 500 Suci: Florescu, Stoia |
| 16. prosinca 2014. 15:45 | 2× 3×      | Izvještaj | 5× 3×           | Arena Zagreb, Zagreb Gledatelji: 1 500 Suci: Florescu, Stoia |

| 16. prosinca 2014. 18:00 | Švedska   | 31:22     | Slovačka   | Arena Zagreb, Zagreb Gledatelji: 1 300 Suci: Horváth, Márton |
| 16. prosinca 2014. 18:00 | Gulldén 9 | (17:11)   | Szarková 7 | Arena Zagreb, Zagreb Gledatelji: 1 300 Suci: Horváth, Márton |
| 16. prosinca 2014. 18:00 | 2× 3×     | Izvještaj | 2× 4×      | Arena Zagreb, Zagreb Gledatelji: 1 300 Suci: Horváth, Márton |

| 16. prosinca 2014. 20:15 | Njemačka    | 24:24     | Francuska             | Arena Zagreb, Zagreb Gledatelji: 800 Suci: Stenrand, Birch |
| 16. prosinca 2014. 20:15 | Geschke (9) | (13:10)   | Dembélé, Baudouin (5) | Arena Zagreb, Zagreb Gledatelji: 800 Suci: Stenrand, Birch |
| 16. prosinca 2014. 20:15 | 2× 3×       | Izvještaj | 2× 4×                 | Arena Zagreb, Zagreb Gledatelji: 800 Suci: Stenrand, Birch |

| 17. prosinca 2014. 15:45 | Švedska     | 29:30     | Crna Gora      | Arena Zagreb, Zagreb Gledatelji: 1 000 Suci: Péter Horváth, Balázs Marton |
| 17. prosinca 2014. 15:45 | Gulldén (9) | (18:13)   | Radičević (9 ) | Arena Zagreb, Zagreb Gledatelji: 1 000 Suci: Péter Horváth, Balázs Marton |
| 17. prosinca 2014. 15:45 | 4× 3×       | Izvještaj | 4× 3× 1×       | Arena Zagreb, Zagreb Gledatelji: 1 000 Suci: Péter Horváth, Balázs Marton |

| 17. prosinca 2014. 18:00 | Njemačka        | 36:22     | Slovačka     | Arena Zagreb, Zagreb Gledatelji: 600 Suci: Arntsen, Guro Røen |
| 17. prosinca 2014. 18:00 | Huber, Lang (6) | (17:10)   | Dubajová (5) | Arena Zagreb, Zagreb Gledatelji: 600 Suci: Arntsen, Guro Røen |
| 17. prosinca 2014. 18:00 | 2×              | Izvještaj | 3× 2×        | Arena Zagreb, Zagreb Gledatelji: 600 Suci: Arntsen, Guro Røen |

| 17. prosinca 2014. 20-15 | Nizozemska | 18:20     | Francuska                    | Arena Zagreb, Zagreb Gledatelji: 600 Suci: Jiří Opava, Pavel Válek |
| 17. prosinca 2014. 20-15 | Groot (10) | (9:7)     | Lacrabère, Kanto, Ayglon (4) | Arena Zagreb, Zagreb Gledatelji: 600 Suci: Jiří Opava, Pavel Válek |
| 17. prosinca 2014. 20-15 | 5× 3×      | Izvještaj | 6×                           | Arena Zagreb, Zagreb Gledatelji: 600 Suci: Jiří Opava, Pavel Válek |

## Završnica
|  | Polufinale                                   | Polufinale                                   |    |                                              | Finale                                       | Finale |
|  |                                              |                                              |    |                                              |                                              |        |
|  | 19. prosinca – Laszlo Papp Arena, Budimpešta |                                              |    |                                              |                                              |        |
|  | Norveška                                     | 29                                           |    |                                              |                                              |        |
|  | Švedska                                      | 25                                           |    |                                              |                                              |        |
|  |                                              |                                              |    |                                              |                                              |        |
|  |                                              |                                              |    |                                              | 20. prosinca – Laszlo Papp Arena, Budimpešta |        |
|  |                                              |                                              |    |                                              | Norveška                                     | 28     |
|  |                                              | Španjolska                                   | 25 |                                              |                                              |        |
|  |                                              |                                              |    |                                              |                                              |        |
|  |                                              |                                              |    |                                              |                                              |        |
|  |                                              |                                              |    |                                              | Treće mjesto                                 |        |
|  | 19. prosinca – Laszlo Papp Arena, Budimpešta | 19. prosinca – Laszlo Papp Arena, Budimpešta |    | 20. prosinca – Laszlo Papp Arena, Budimpešta | 20. prosinca – Laszlo Papp Arena, Budimpešta |        |
|  | Crna Gora                                    | 18                                           |    | Švedska                                      | 25                                           |        |
|  | Španjolska                                   | 19                                           |    |                                              | Crna Gora                                    | 23     |

### Utakmica za 5. mjesto
| 19. prosinca 2014. 15:30 | Mađarska    | 25:26   | Francuska   | Laszlo Papp Arena, Budimpešta Gledatelji: 3500 Suci: Opava, Válek |
| 19. prosinca 2014. 15:30 | Triscsuk 10 | (13:16) | Nze Minko 7 | Laszlo Papp Arena, Budimpešta Gledatelji: 3500 Suci: Opava, Válek |
| 19. prosinca 2014. 15:30 | 5× 3×       |         | 3× 4×       | Laszlo Papp Arena, Budimpešta Gledatelji: 3500 Suci: Opava, Válek |

## Konačni plasman i statistika

### Konačni plasman
| Pozicija | Momčad     | Svjetsko prvenstvo kvalifikacije |
| -------- | ---------- | -------------------------------- |
| 1.       | Norveška   | SP                               |
| 2.       | Španjolska |                                  |
| 3.       | Švedska    |                                  |
| 4.       | Crna Gora  |                                  |
| 5.       | Francuska  |                                  |
| 6.       | Mađarska   |                                  |
| 7.       | Nizozemska |                                  |
| 8.       | Danska     |                                  |
| 9.       | Rumunjska  |                                  |
| 10.      | Njemačka   |                                  |
| 11.      | Poljska    |                                  |
| 12.      | Slovačka   |                                  |
| 13.      | Hrvatska   |                                  |
| 14.      | Rusija     |                                  |
| 15.      | Srbija     |                                  |
| 16.      | Ukrajina   |                                  |

| SP | Izravno sudjelovanje na Svjetsko prvenstvo u rukometu za žene – Danska 2015. |

## Vanjske poveznice
- Službena stranica  Arhivirana inačica izvorne stranice od 6. listopada 2014. (Wayback Machine)
- Eurohandball.com  Arhivirana inačica izvorne stranice od 20. prosinca 2014. (Wayback Machine)